# Porsche 911 GT3
De Porsche 911 GT3 is een sportcoupé van de Duitse automobielconstructeur Porsche. De auto werd voorgesteld in 1999. Er is nog een sportievere Porsche gesitueerd boven de 911 GT3, namelijk de Porsche GT3 RS, "RS" staat voor "Renn Sport".

## 996
De 996 werd de eerste "911 die als GT3 werd geleverd. De eerste GT3 was de 996 GT3 Mk1 (vanaf 1999) en had een vermogen van 360 pk. Vanaf 2002 werd de Mk2 geïntroduceerd, deze wagen heeft een vermogen van 380 pk, tevens voorzien van een iets comfortabeler onderstel. Tevens werd met van dit model een "RS" (Rennsport) versie geïntroduceerd, de 996 GT3 RS.

## 997
Vanaf 2005 werd de 911 als model 997 geproduceerd, waarbij de "traanoog" koplampen werden vervangen door ronde lampen. Vanaf 2006 werd het model 997 GT3 geproduceerd.
De 3,6 liter zescilinderboxer levert 415 pk en 405 Nm. Dit is een specifiek vermogen van 115,3 pk/l.
De officiële testrijder van Porsche, Walter Röhrl, reed een ronde op de Nürburgring Nordschleife met de (997) 911 GT3 in 7 minuten en 42 seconden.(Geciteerd uit interview met W. Röhrl door het Zweedse blad "Automobil" 5-06)

### 997 Mk2
In 2009 werd de 997 GT3 "gefacelift". Hij kreeg bovendien een nieuwe motor (3,8 liter, 435 pk). De auto behaalt daarmee een topsnelheid van 312 km/h en accelereert van 0-100 in 4,1 sec. Ook de GT3RS werd gefacelift en heeft dezelfde motor, maar dan met 450 pk. De topsnelheid is 310 km/h, 2 km/h trager dan de gewone GT3, door de meer op het circuit afgestelde versnellingsbakspreiding. De acceleratie van 0-100 gaat in 4,0 sec.

## 991 GT3/ GT3 RS
Ook van de 991 werd een "GT3" versie uitgebracht met meer vermogen dan zijn voorganger, maar ook met een lager brandstofgebruik.
Het "leeggewicht" van de auto ging 40 kilo omlaag naar 1350 kg. In februari 2015 werd ook de 991 GT3 RS uitgebracht.
De 991 GT3 accelereert van 0 naar 100 km/u in 3,5 seconden en heeft een topsnelheid van 315 km/u. Op de Nordschleife behaalde de auto een rondetijd van 7:30 min.
De 991 GT3 RS beschikt over 368 kW (500 PS) en accelereert van 0 naar 100 km/u in 3,3 seconden en heeft een top van 310 km/u.

### 991.2 GT3
Op 7 maart 2017 werd de tweede generatie (991.2 ) GT3 voorgesteld. De auto wordt geleverd met een atmosferische 4-liter 6-cilinder boxermotor met een vermogen van 368 kW/500 pk (gewichts/-vermogensverhouding van 3,88 kg/kW (2,86 kg/pk) en voorzien van een nieuw ontworpen onderstel met achterasbesturing. Naast een 7-traps Porsche Doppelkupplung (PDK) is de 911 GT3 er nu leverbaar met een handgeschakelde zesbak
Met de 7-traps PDK sprint de 1.430 kg zware GT3 in 3,4 seconden van 0-100 km/u en behaalt een top van 318 km/u. Met de handgeschakelde zesbak gaat de sprint van 0-100 in 3,9 seconden en kan een topsnelheid van 320 km/u behaald worden.

## Galerij

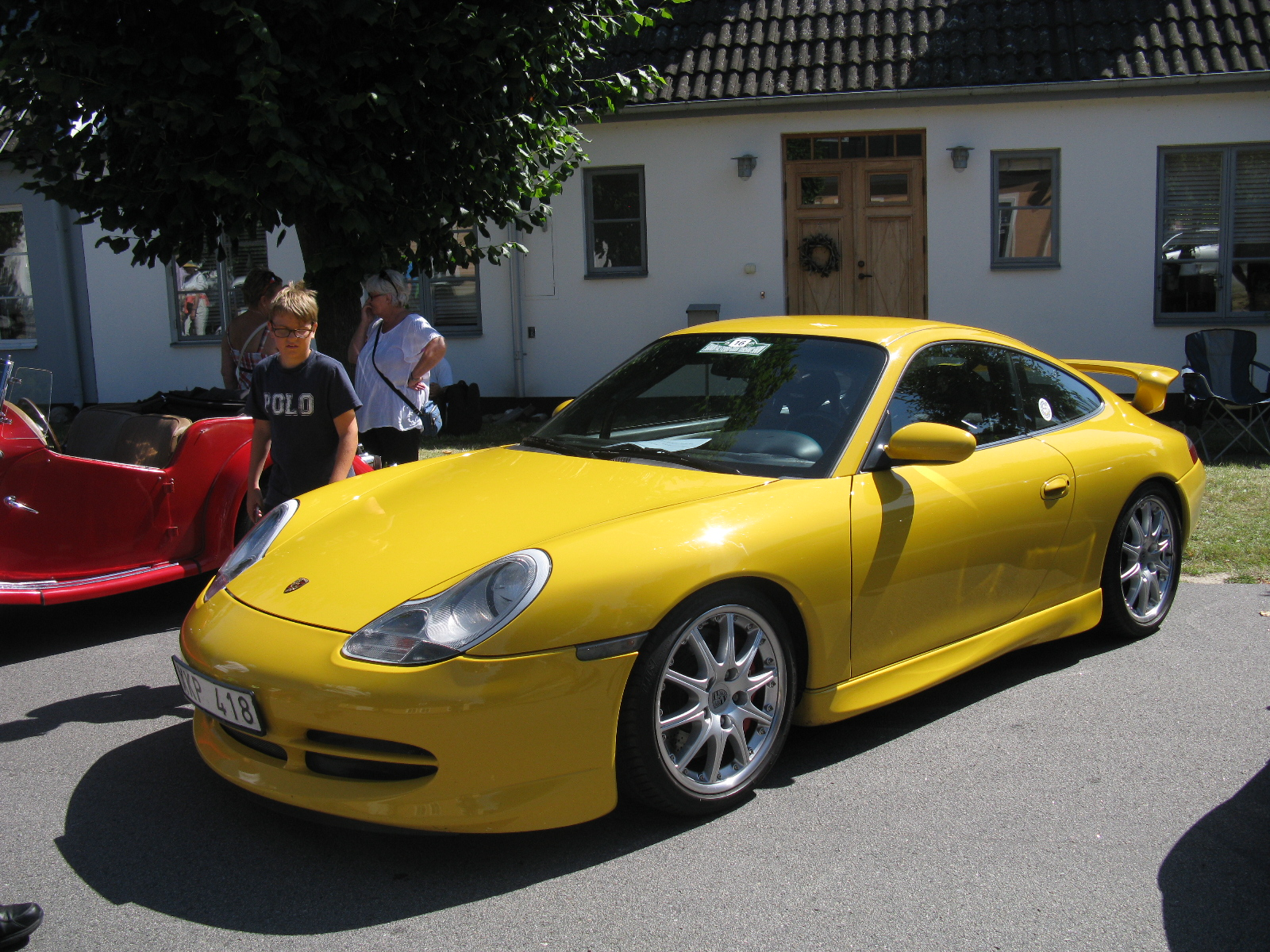
Porsche 996 GT3 (Mk1)
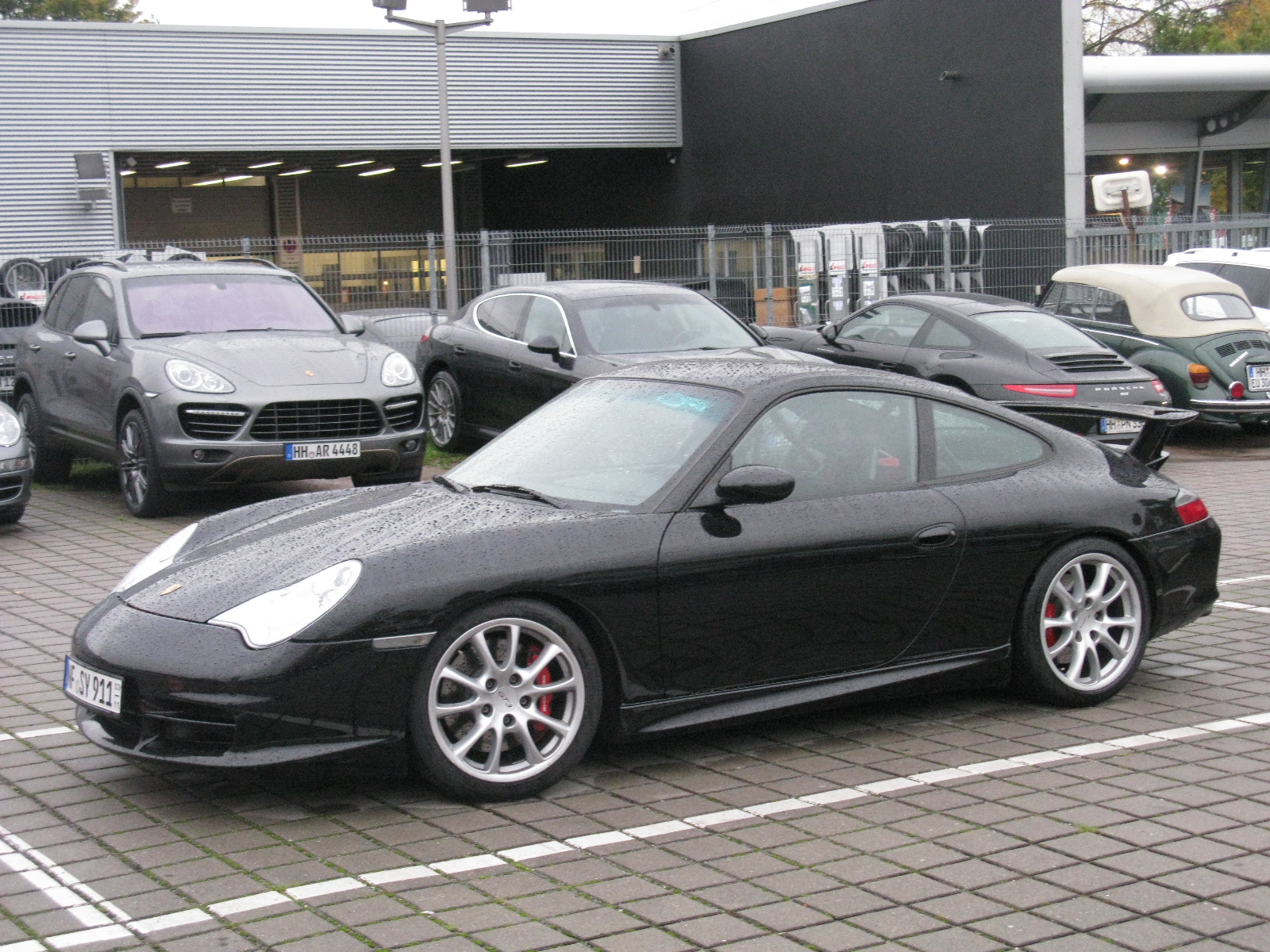
Porsche 996 GT3 (Mk2)
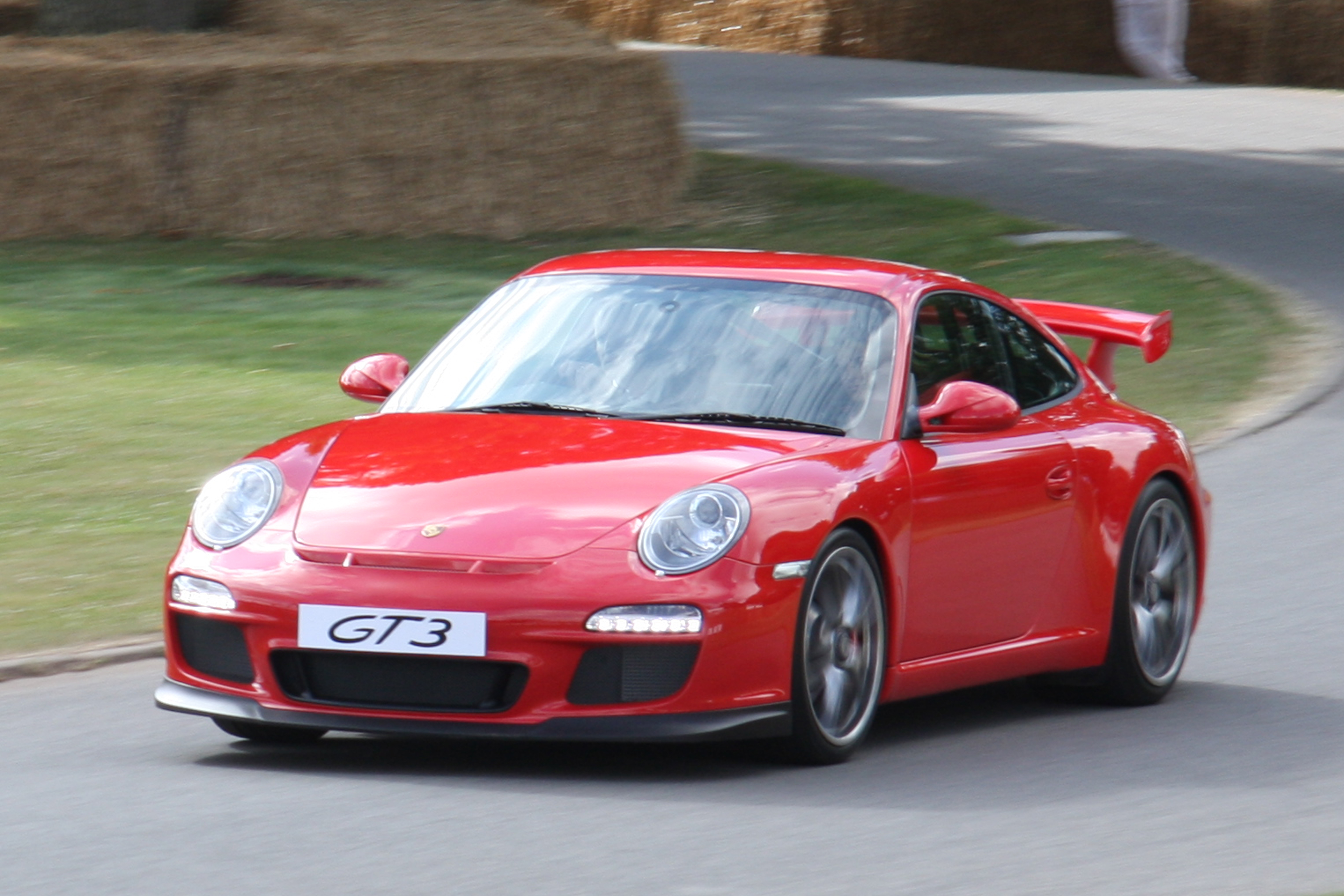
Porsche 997 GT3 (Mk2)
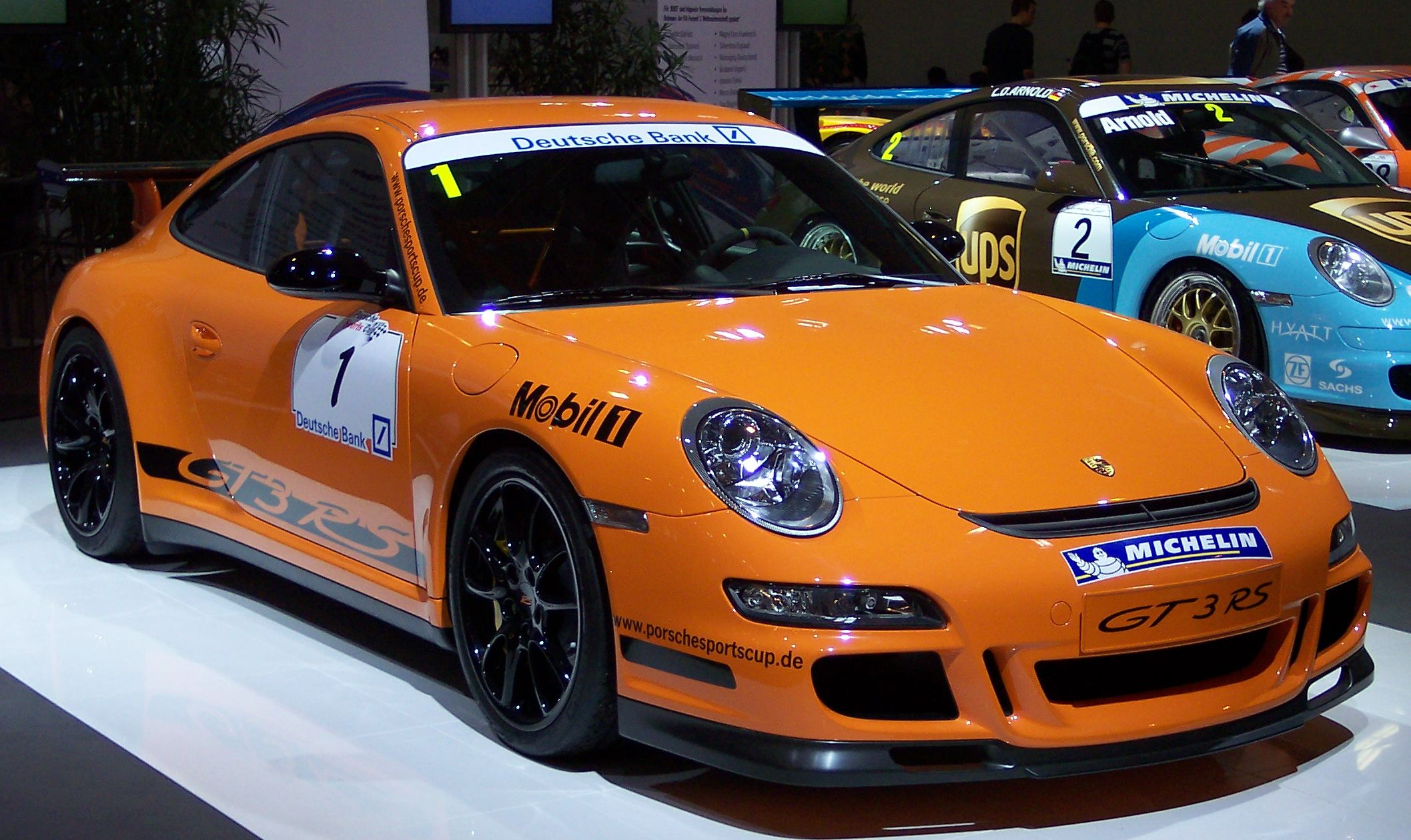
Porsche 997 GT3 RS (Mk1) (2006)
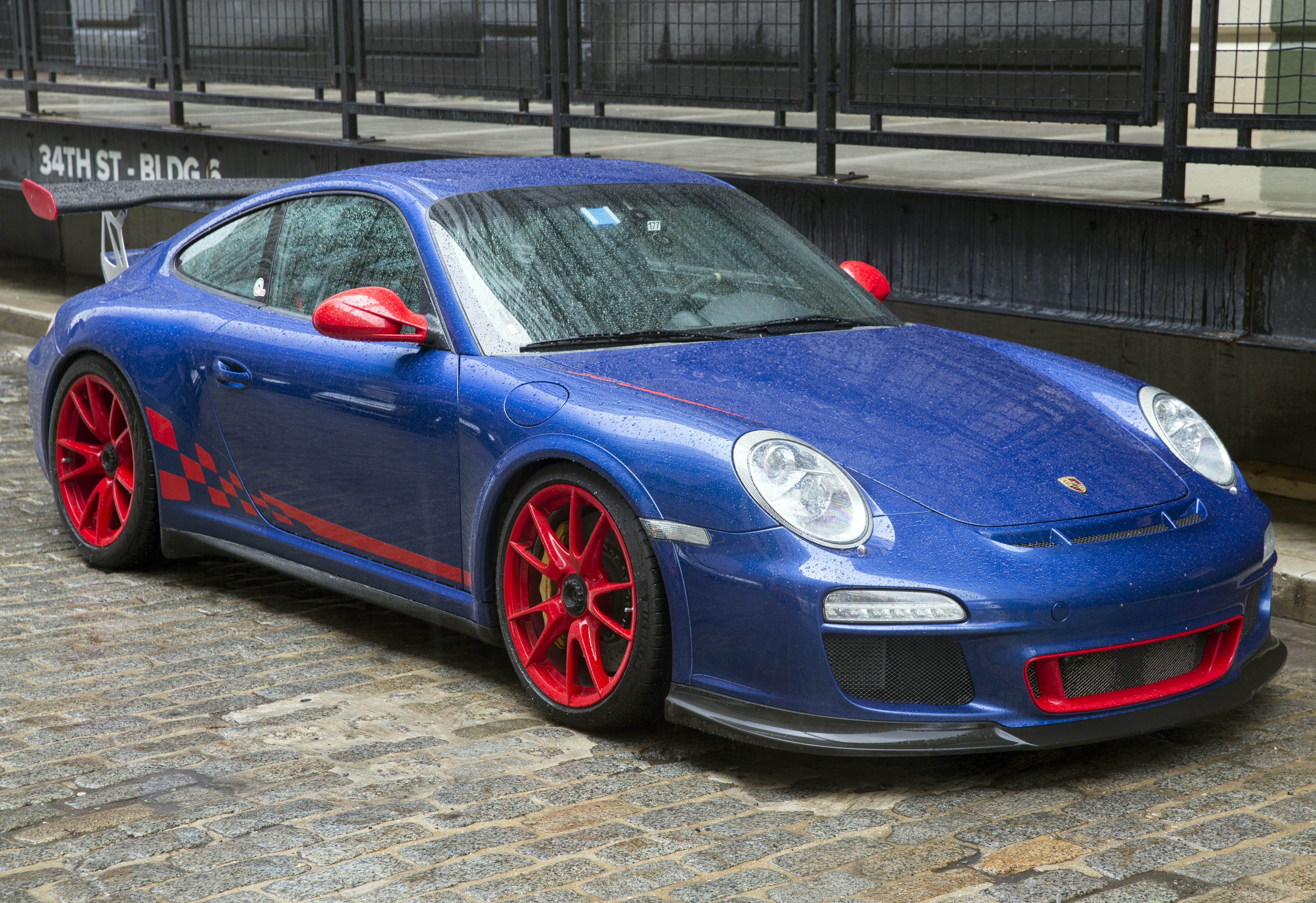
Porsche 997 GT3 RS (Mk2) (2009)
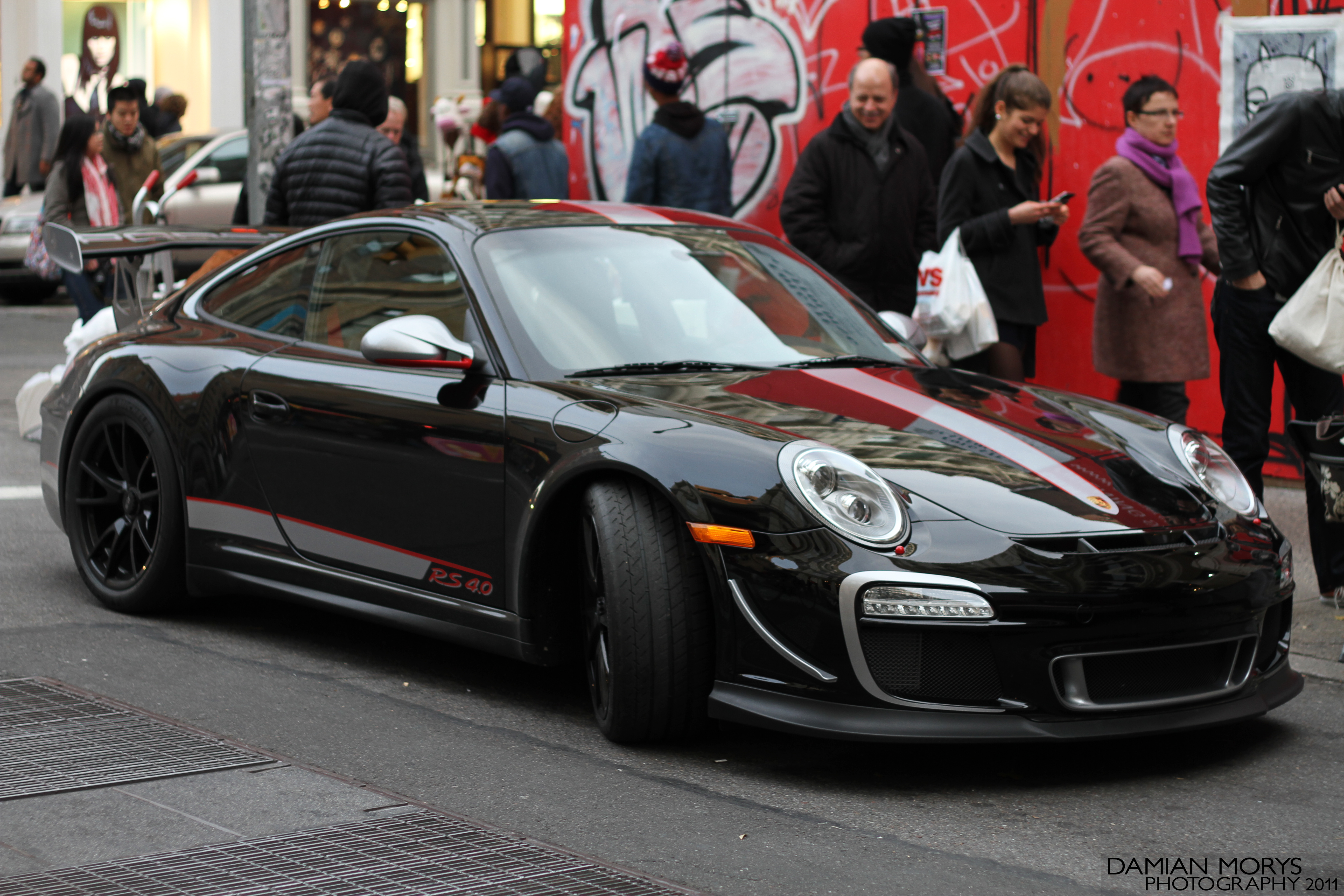
Porsche 997 GT3 RS 4.0 (2011)
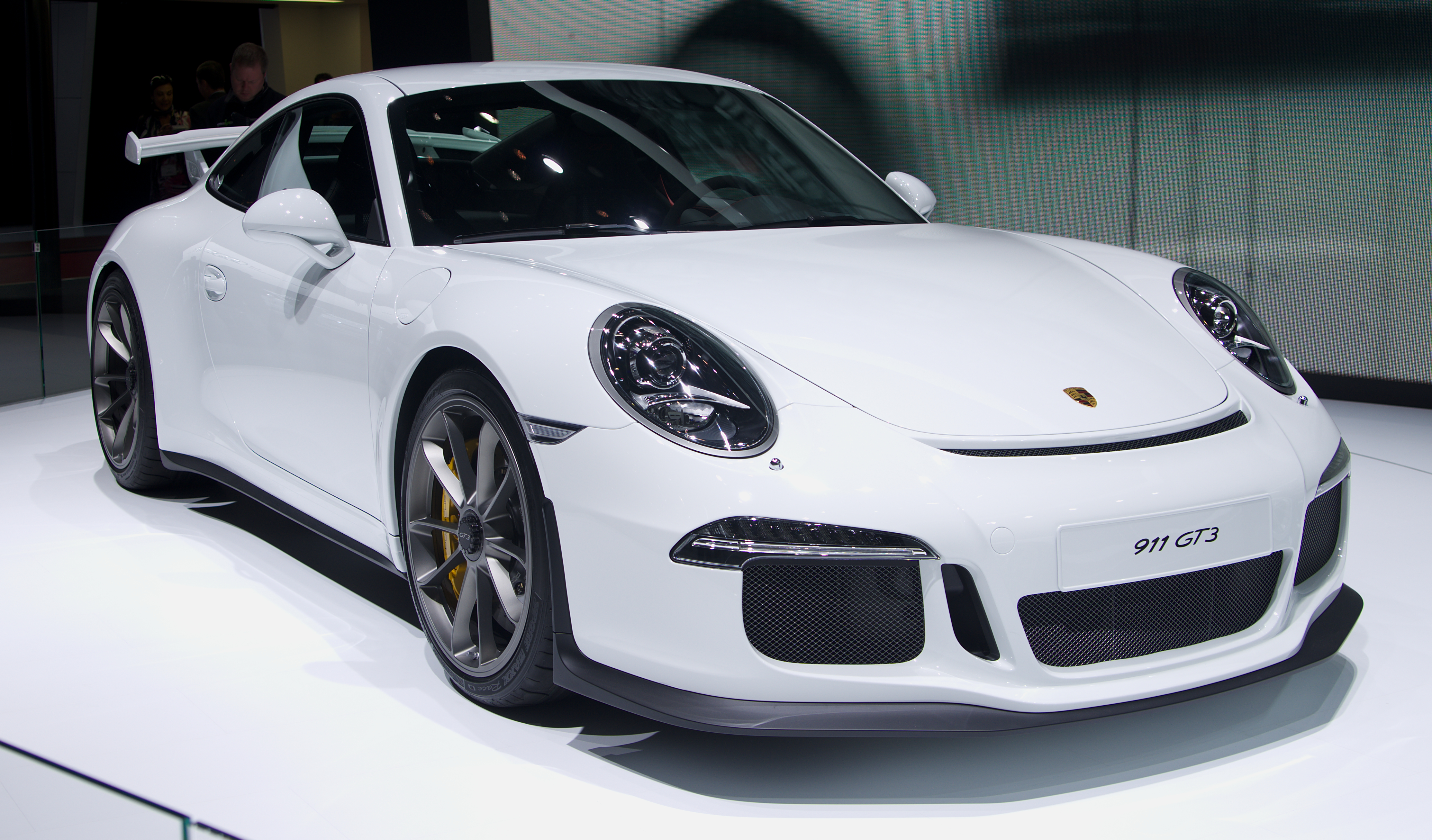
Presentatie van de 991 GT3 op de Autosalon van Genève
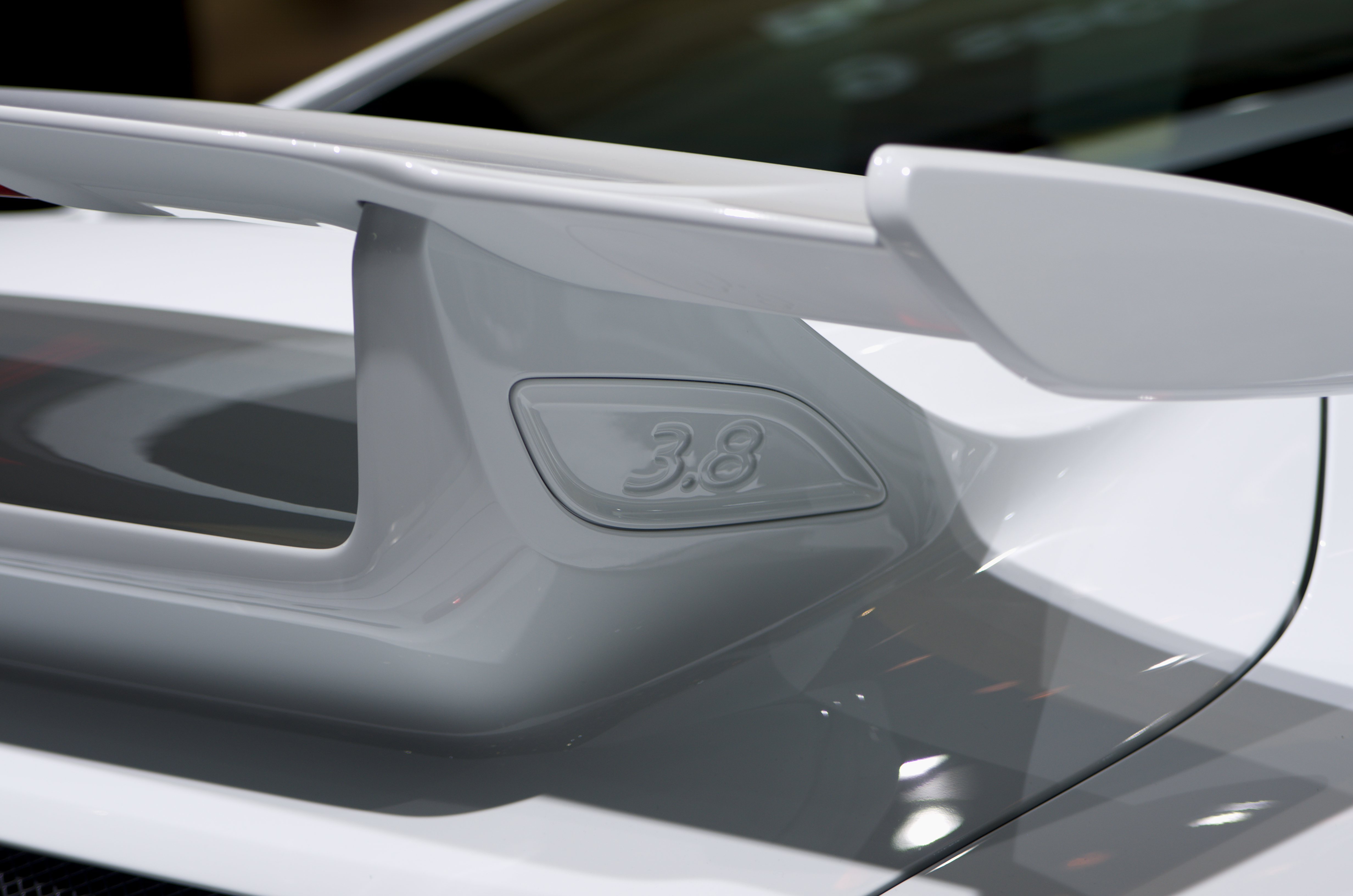
De nieuw ontworpen achtervleugel van de 991 GT3
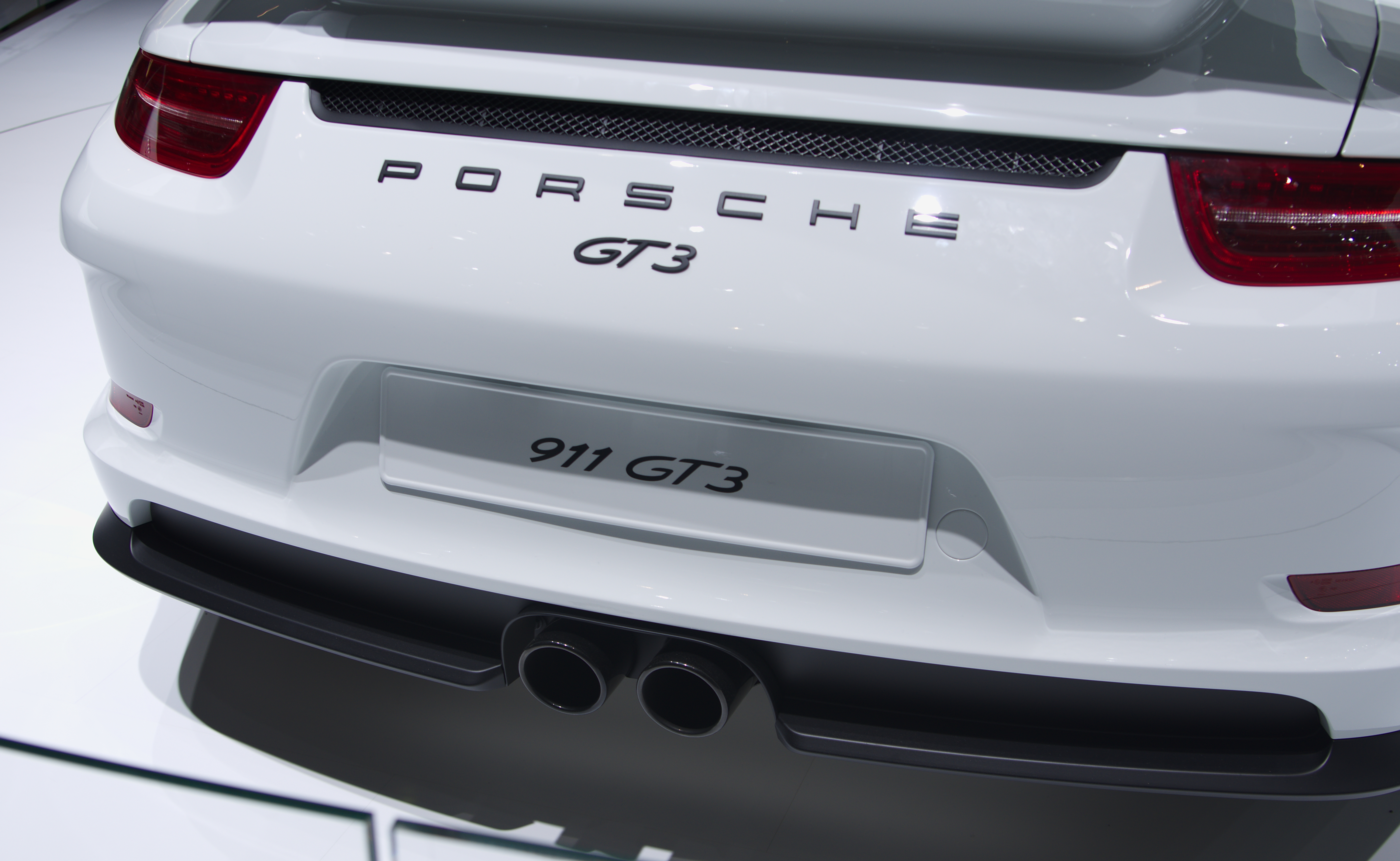
achterkant 991 GT3 met de centraal geplaatste uitlaten
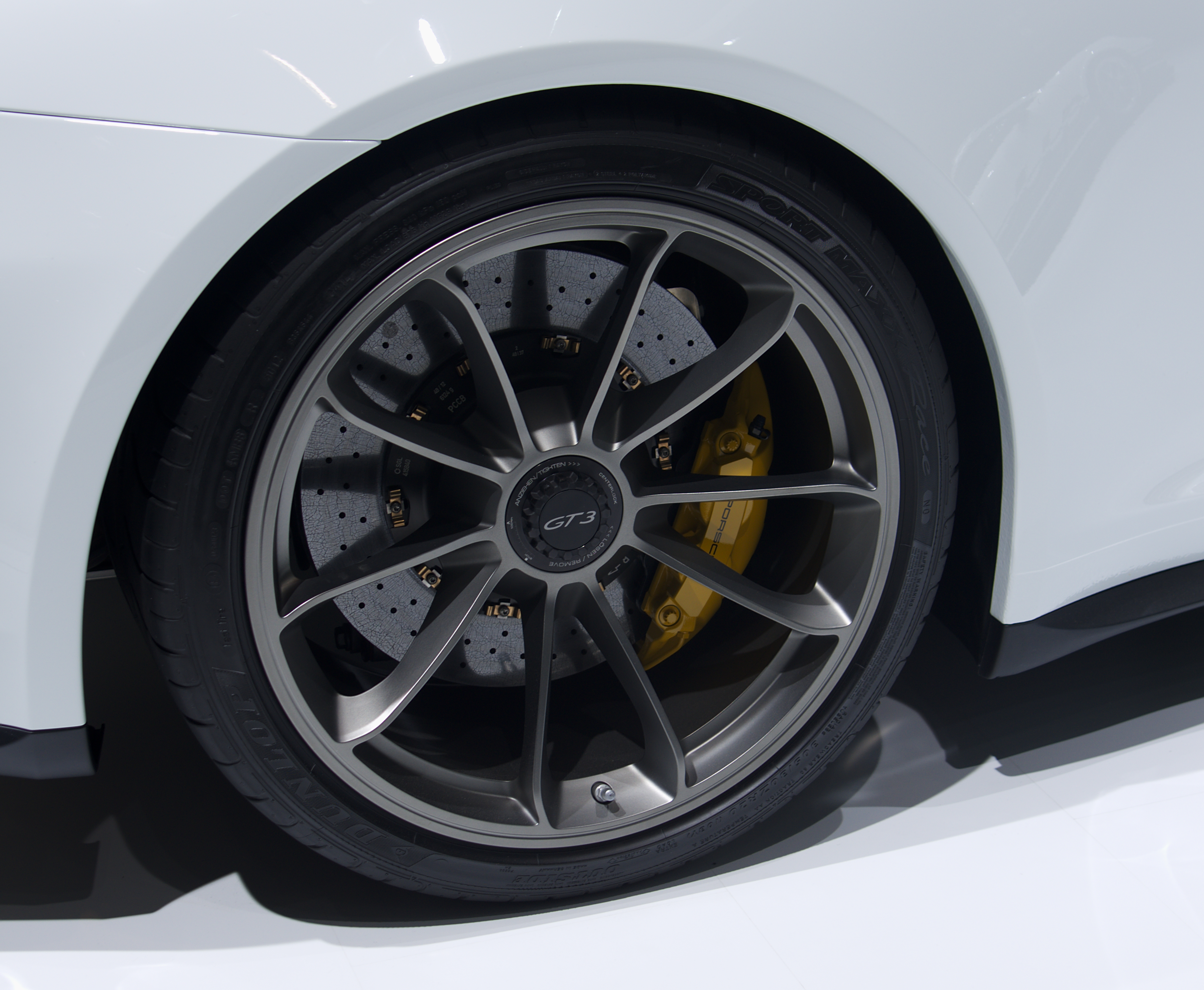
voor het eerst worden meesturende achterwielen gebruikt door Porsche op de 991 GT3
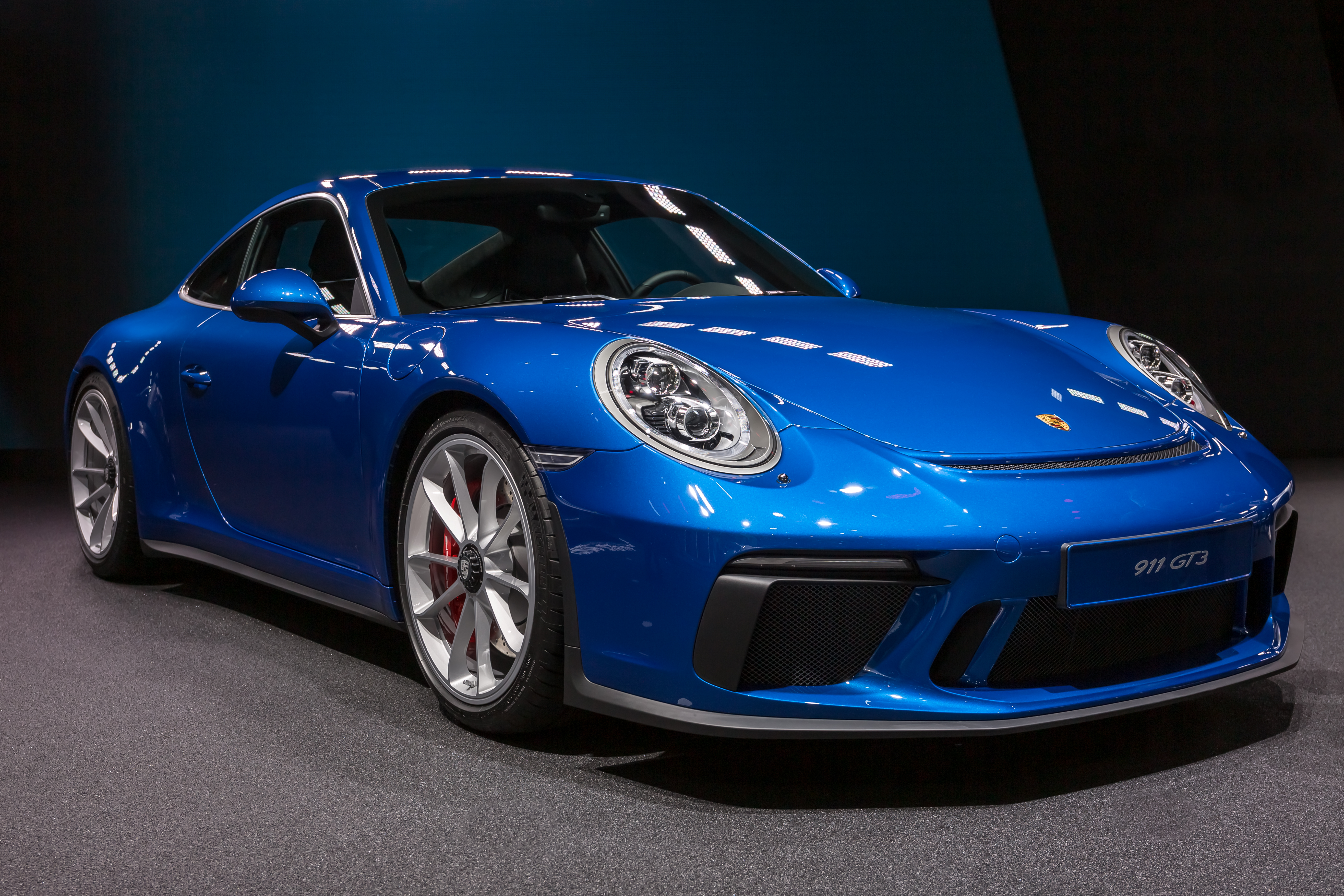
Porsche 991 GT3 touring, IAA 2017, Frankfurt
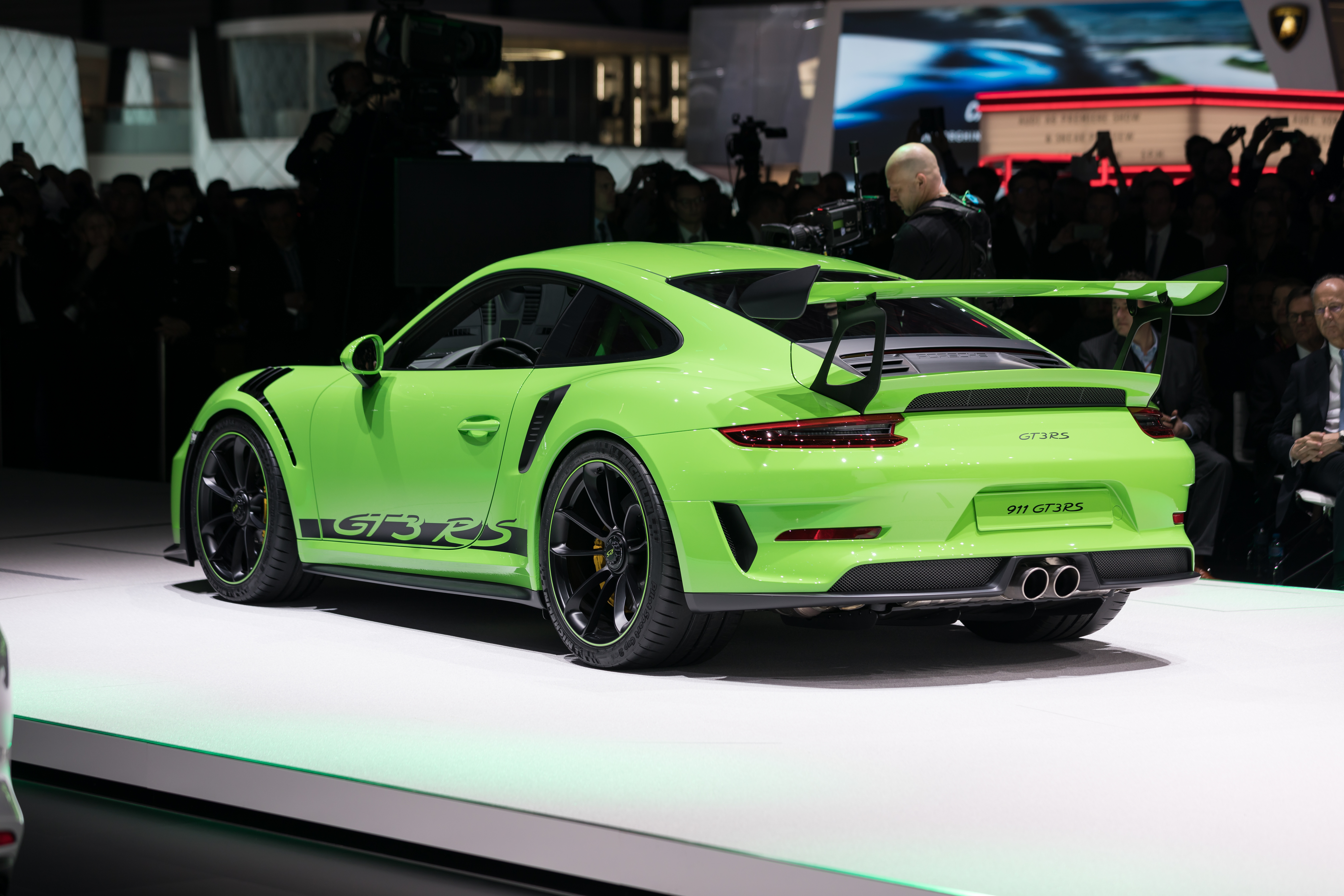
Porsche 991 GT3 RS (Mk2)

- Gemeinsame Normdatei: 7577526-8